# Defláció (földrajz)
A defláció fogalma a szelek eróziós munkáját jelenti, amikor a növényzettel nem, vagy csak gyéren borított helyeken a mállás vagy a napi hőingás folytán meglazított és felaprított szemcséket a szél tömegesen elhordja, ott kisebb-nagyobb mélyedéseket hoz létre, vagy a szállított szemcsék által csiszolt felületek keletkeznek. Általánosan elfogadott elmélet szerint a defláció erózióbázisát a mindenkori talajvíz szintje jelenti.

## A deflációt kiváltó és befolyásoló tényezők

### Kiváltó tényezők
- Szél sebessége
- Szél örvénylése

### Befolyásoló tényezők
- Deflációs terület nagysága
- Talaj mechanikai összetétele
- Talaj szerkezetessége
- Talajfelszín érdessége (néhány cm-es nagyságrendben)
- Talaj nedvesség tartalma
- Felszín növényborítottsága

## A defláció szakaszai
- Kifúvás - lepusztult talaj termékenység csökkenése, szelvény csonkolódás
- Szállítás - homokverés
- Szedimentáció - betemetés, ráhordás
- Bevonás - gátolt fotoszintézis, légzés (emberi, állati, növényi), transpiráció; ( → légzőszervi megbetegedések)